# 곽종원
곽종원(郭鍾元, 일본식 이름: 岩谷鍾元 이와타니 쇼모토, 1915년 5월 3일 ~ 2001년 8월 27일)은 대한민국의 문학평론가, 수필가이다. 본관은 현풍(玄風), 호는 춘파(春波).

## 주요 경력
- 前 공연윤리위원회 위원장

## 생애
경상북도 고령군 출신이다. 일본에 유학하여 니혼 대학을 나온 후 만주에서 교사로 근무했다. 
일제 말에 이름을 암곡종원(岩谷鍾元)으로 바꿔 창씨개명에 참여하였다.
니혼 대학 재학 중 평론 활동을 시작하였고, 1938년 만주에서 발행되는 《만선일보》에 수필 작품을 발표하여 등단했다. 본격적인 평론 활동은 조선총독부 기관지인 《매일신보》를 통해 펼치기 시작했다.
일제강점기 말기에 발표한 글 가운데 《동양지광》, 《국민문학》, 《매일신보》에 기고한 6편의 저작물이 친일 평론으로 평가받았다. 〈청년과 신시대〉, 〈작가와 시대의식〉, 〈신시대의 이념〉 등 주로 전쟁 중 후방에서 문학의 역할을 다룬 이른바 '총후 문학'의 이념을 다룬 글이다.  2002년 발표된 친일 문학인 42인 명단과 2008년 발표된 민족문제연구소의 친일인명사전 수록예정자 명단에 들어 있다.
곽종원이 일제 강점기 동안 발표한 평론 경향은 후에 그와 비슷한 행보를 보인 김동리나 조연현의 순수문학, 예술지상주의와 뚜렷이 구별된다. 대표적인 평론인 1944년의 〈결전문학의 이념〉에서는 전쟁 승리를 위해서는 글이 총이 되고 검이 되어야 한다며 문학의 정치 종속을 당연시하고 전체주의적인 논리를 내세우고 있다.
광복 후에는 잠시 좌익 계열에 몸을 담았다가 우익 문단에서 활동하면서 조선청년문학가협회와 한국문학가협회 결성에 참여했다. "청문협의 맹장"으로 불릴 만큼 우파 진영의 대표적인 이론가였다. 1955년에는 평론집 《신인간형의 탐구》를 발간하는 등 신이상주의와 새로운 인간형 발굴을 내세웠는데, 김동리, 조연현 등이 주창한 비정치적 순수문학론과 궤를 같이하는 전형적인 우파 계열의 문학 이론으로 분류된다.
1955년부터 1968년까지는 숙명여자대학교 교수를 역임하였고, 숙명여대 총장 직무대리와 건국대학교 제5,6,7대 총장도 지냈다. 한국문인협회 고문과 한국문화예술진흥원 원장, 공연윤리위원회 위원장, 대한민국예술원 회원 등을 지내 대한민국 문단의 실력자로 활동했다. 1980년 국민훈장 모란장을 수여받았다.

## 학력
- 일본 니혼 대학교 영어영문학과 졸업

### 명예 박사 학위
- 중화민국 타이완 원화 대학교 명예 문학박사
- 영남대학교 명예 문학박사

## 참고자료
- 권영민 (2004년 2월 25일). 《한국현대문학대사전》. 서울: 서울대학교출판부. 32쪽쪽. ISBN 8952104617.
- 반민족문제연구소 (1994년 3월 1일). 〈곽종원 : 극에서 극으로 변신을 거듭한 '청문협'의 맹장 (하정일)〉. 《청산하지 못한 역사 2》. 서울: 청년사. ISBN 9788972783138.